# Claus Bue

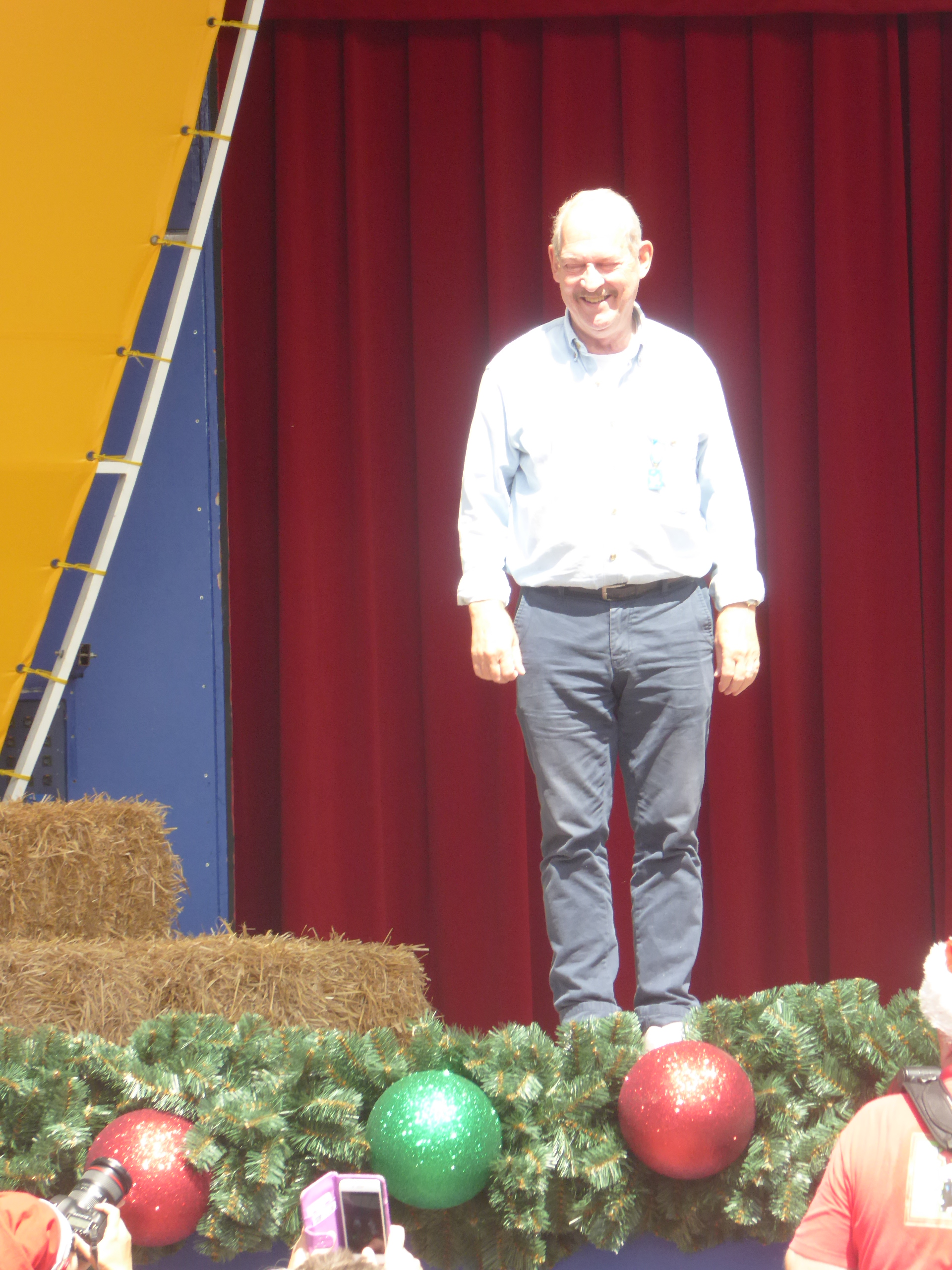
Claus Bue, 2016.

Claus Bue (* 4. Juli 1947 in Dänemark) ist ein dänischer Schauspieler und Regisseur.

## Leben
Claus Bue absolvierte von 1969 bis 1972 seine Schauspielausbildung an der Staatlichen Theaterschule in Kopenhagen und trat danach als Theaterschauspieler auf verschiedenen dänischen Bühnen auf. So war er unter anderem am Det Kongelige Teater, Det Danske Teater, Turnus Teatret, Det Lille Teater, Teater Grob, Nørrebros Teater, Grønnegårdsteatret, Café Teatret und am Svalegangen-Theater tätig. Bues bekannteste Auftritte hatte er dort Den rødhårede starut (Das rothaarige Ross, 2004), Historier på loftet (2006), Den førstefødte (Der Erstgeborene, 2004), Hvis (2006), Let’s Kick Ass (2005), Richard III (2006), Bunbury (2007) og Glengarry Glen Ross (2009). SLUT (2010), Mænd der hader kvinder (Männer, die Frauen hassen, von 2010 bis 2011). 
Claus Bue wirkte bislang in mehr als 90 dänischen Filmen und in einigen Fernsehserien mit.
Er ist seit 1997 mit der Schauspielerin Rikke Wölck verheiratet.

## Filmografie

### Film
- 1979: Laß uns zuerst tanzen (Skal vi danse først?)
- 1980: Undskyld vi er her
- 1983: Schrei des Dornenvogels (Isfugle)
- 1990: Bananen - skræl den før din nabo
- 1991: Bare løgn!
- 1992: Sofie
- 1992: Krümel im Chaos (Krummerne 2 - Stakkels Krumme)
- 1993: Det forsømte forår
- 1993: De frigjorte
- 1993: Roser og persille
- 1993: Schwarze Ernte (Sort høst)
- 1994: Torben - Der Satansbraten (Vildbassen)
- 1994: Krümel hat Ferien (Krummerne 3 - Fars gode idé)
- 1996: Bella, min Bella
- 1997: Die unschlagbaren Andersens (Sunes Familie)
- 1998: Der (wirklich) allerletzte Streich der Olsenbande (Olsen-bandens sidste stik)
- 1999: Kærlighed ved første hik
- 2001: Anja und Viktor (Anja og Viktor)
- 2001: Olsenbande Junior (Olsen-banden Junior)
- 2002: Die Kinder meiner Schwester im Schnee (Min søsters børn i sneen)
- 2002: Bertram & Co.
- 2003: Lykkevej
- 2003: Askepop - the movie
- 2003: Anja efter Viktor
- 2003: Zafir
- 2004: Der Prinz & ich (The Prince & Me)
- 2003: Drengene fra Skt. Judes
- 2005: Anklaget
- 2005: Träumer schießen keine Tore (Af banen!)
- 2006: Lotto
- 2006: Krummerne - Så er det jul igen
- 2007: Faul im Staat Dänemark (Hvordan vi slipper af med de andre)
- 2007: Næste skridt

### Fernsehserien
- 1995: Landsbyen
- 1996: Madsen og co.
- 1997–1999: Taxa
- 2000: Hotellet
- 2000: Unit One – Die Spezialisten (Rejseholdet)
- 2000–2001: Bamses Billedbog
- 2005–2005: Krøniken
- 2007: Kommissarin Lund – Das Verbrechen (Forbrydelsen)
- 2008: Sommer
- 2012: Nexus
- 2012: Borgen – Gefährliche Seilschaften (Borgen)
- 2014: 1864 – Liebe und Verrat in Zeiten des Krieges (1864)

### Weihnachtsserien
- 1993: Andersens julehemmelighed (hier auch als Regisseur)
- 1996: Krummernes jul
- 1997: Alletiders Julemand
- 1998: Brødrene Mortensens jul
- 2006: Absalons hemmelighed

### Zeichentrickfilm
- 1996: Balladen om Holger Danske (Sprechrolle als Karl der Große)